# The Kinks Are the Village Green Preservation Society
 (décembre 2014).
- Si vous ne connaissez pas le sujet, laissez ce bandeau (vous pouvez alors contacter les auteurs).
- Si vous supprimez le contenu mis en cause (vous pouvez préalablement contacter les auteurs),

argumentez précisément cette suppression dans la page de discussion
(un manque de référence n'est pas un argument ; une recherche réelle de référence doit avoir été effectuée, être formellement documentée).
Albums de The Kinks
Something Else by the Kinks
(1967) Arthur (Or the Decline and Fall of the British Empire)
(1969)
The Kinks Are the Village Green Preservation Society est le sixième album studio du groupe britannique The Kinks sorti en 1968.

## Contexte
Les Kinks n'ont jamais bénéficié du même confort et de la même liberté que leurs illustres confrères : Who, Beatles, Rolling Stones, ... Alors que les Beatles pouvaient quasiment dès 1966 (avec Revolver) sortir exactement le même disque simultanément au Royaume-Uni et aux États-Unis (pochette et contenu équivalents), les Kinks devaient composer avec leurs labels. Les deux versions présentes dans la réédition témoignent de cette contrainte. Avec The Village Green Preservation Society, le handicap vire au muselage. En effet, le projet de Ray Davies était à l'origine bien plus audacieux : l'album devait être double, comporter donc davantage de chansons, et s'intituler Four More Well-Respected Men en clin d'œil à l'énorme succès du single A Well-Respected Man. Devant les réticences de Pye Records, le leader des Kinks avait même émis l'idée de vendre le disque au prix d'un album simple.
Les budgets concédés par EMI étaient considérables pour l'époque et les studios Abbey Road étaient devenus la résidence secondaire des Beatles. Aussi, bien que le format 33 tours soit considéré depuis longtemps comme le meilleur terrain d'expression dans la musique pop, faisant de l'album une œuvre d'art, soit un tout cohérent opposable aux œuvres de musique classique, Pye percevait le groupe des Davies comme une usine à fabriquer des singles et n'était pas prête à investir sur un album entier. Cette contrainte financière explique aussi le son du disque dont on peut reprocher le manque de relief comparé aux autres productions de l'époque, par exemple S.F. Sorrow des Pretty Things.
On imagine la frustration de Ray Davies, qui se retrouvait ainsi pieds et poings liés, miné par des problèmes financiers et, plus grave, en proie à une dépression dévorante (voir les paroles de Days). Pourtant, malgré les difficultés, l'année 1968 restera comme le point culminant de la période de grâce de Ray Davies qui produit seul son chef-d'œuvre. Résultat, les mélodies sont magnifiques à l'image de Village Green et de la chanson titre qui ouvre l'album. Ray Davies maîtrise son métier de compositeur de chansons et d'arrangeur. Ses descentes chromatiques constituent une marque de fabrique des Kinks qui armait déjà les tubes Waterloo Sunset et Sunny Afternoon. L'album prend le contrepied, musical aussi bien que sémantique, du Sgt. Pepper's Lonely Hearts Club Band des Beatles : pas de structures alambiquées à la mode psychédélique de l'époque, dont les Kinks s'étaient déjà lassés : des pop songs simples et efficaces, chacun construit comme un tube en puissance. C'est là une différence avec Arthur (Or the Decline and Fall of the British Empire), l'album suivant qui, avec par exemple Shangri-la, montre le savoir-faire de Ray Davies dans les structures en patchwork.
Les chansons des Kinks se situent dans la continuité de l'œuvre de Virginia Woolf. Comme elle, Ray Davies a le goût des moments in times (tranches de vie), ces instantanés de vie où le temps se suspend. Par ses portraits amusés et pleins de tendresses pour les petites gens (People Takes Pictures of Each Other, Picture Book) et tout simplement ces moments de pure existence où l'on se laisse vivre assis au bord d'une rivière (Sitting by the Riverside), Ray Davies est sans doute l'un des meilleurs chroniqueurs du Swinging London des années soixante... et des petits travers de la société de cette époque.
Côté musiciens, outre les membres des Kinks (Rasa Davies inclus), on peut noter la présence du pianiste Nicky Hopkins, musicien de studio  cher à Ray Davies qui, quelques années plus tard, sera à l'origine du petit supplément de grâce sur Jealous Guy de Lennon (celui-ci fait d'ailleurs allusion au Village Green dans sa chanson You Are Here).

## Réception
À sa sortie, le disque est un échec commercial total. La maison de disques, qui a mal promu un projet dans lequel elle ne croyait pas, est la principale responsable. Mais on peut aussi trouver des explications à ce flop dans l'œuvre même. Au moment où les Stones sortent leur Sympathy for the Devil et que les Beatles, plus nuancés, chantent leur Revolution, les Kinks avec leurs chansons aux paroles nostalgiques, et leurs musiques un brin désuètes se montrent en opposition frontale avec l'esprit de leur époque. De l'aveu même de Ray Davies les Kinks paraissent décalés avec cet album : « Alors que tout le monde pensait qu'être à la mode, c'était prendre de l'acide, tester autant de drogues que possible et écouter de la musique dans un état comateux, les Kinks chantaient des chansons sur l'amitié perdue, des rasades de bière, des motards, des sorcières maléfiques et des chats volants » (extrait de X-Ray, l'autobiographie de Ray Davies).
Le passage du temps assurera à cet album sa revanche. Si en 1968 la dénonciation de la société dans les termes suivants :

« We are the office block persecution affinity

God save little shops, china cups and virginity

We are the skyscraper condemnation affiliate

God save tudor houses, antique tables and billiards

Preserving the old ways from being abused

Protecting the new ways for me and for you »

paraît simplement parodique, elle sera bien davantage perçue trente ans plus tard comme une revendication identitaire proprement britannique sur une planète qui vire à l'uniformisation - ce qui était probablement le cas depuis le début.
Aujourd'hui le magazine Rolling Stone place l'album à la 258e position de son classement des 500 plus grands albums de tous les temps. Il est également cité dans l'ouvrage de référence de Robert Dimery Les 1001 albums qu'il faut avoir écoutés dans sa vie et dans beaucoup d'autres listes similaires.

## Réédition 2018
A l'occasion du cinquantième anniversaire de l'album, une réédition remasterisée avec de nombreux bonus est prévue, d'ores et déjà en prévente sur le site officiel des Kinks. 
Cette réédition sort le 26 octobre 2018; un titre inédit, Time song, uniquement joué en live début 1973, est déjà en écoute libre et gratuite sur ce site.
L’édition collector comprendra notamment cinq CD, dont l’album original remasterisé, quelques B-sides, des morceaux enregistrés en live, d’autres titres inédits et des démos. Ajouté à cela un beau livre relié de 52 pages, composé de notes sur les morceaux, les pochettes, mais aussi des interviews, des photographies exclusives et des écrits signés Pete Townshend  et de la journaliste Kate Mossman.

## Titres

### Face 1
1. The Village Green Preservation Society (en) – 2:45
2. Do You Remember Walter? (en) – 2:23
3. Picture Book (en) – 2:34
4. Johnny Thunder (en) – 2:28
5. Last of the Steam-Powered Trains (en) – 4:03
6. Big Sky (en) – 2:49
7. Sitting by the Riverside (en) – 2:21

### Face 2
1. Animal Farm (en) – 2:57
2. Village Green (en) – 2:08
3. Starstruck (en) – 2:18
4. Phenomenal Cat (en) – 2:34
5. All of My Friends Were There (en) – 2:23
6. Wicked Annabella (en) – 2:40
7. Monica (en) – 2:13
8. People Take Pictures of Each Other (en) – 2:10

### Titres bonus de la réédition de 2004
1. The Village Green Preservation Society (Stereo)
2. Do You Remember Walter (Stereo)
3. Picture Book (Stereo)
4. Johnny Thunder (Stereo)
5. Monica (Stereo)
6. Days (Stereo)
7. Village Green (Stereo)
8. Mr. Songbird
9. Wicked Annabella (Stereo)
10. Starstruck (Stereo)
11. Phenomenal Cat (Stereo)
12. People Take Pictures of Each Other (Stereo)
13. Days (Mono Single)

## Personnel
The Kinks :
- Ray Davies – chant, guitare, claviers, harmonica, Mellotron
- Dave Davies – guitare solo, chœurs, chant sur Wicked Annabella
- Pete Quaife – basse, chœurs
- Mick Avory – batterie, percussions

## Musiciens additionnels
- Nicky Hopkins – claviers, Mellotron
- Rasa Davies – chœurs